# Hasse W. Tullberg

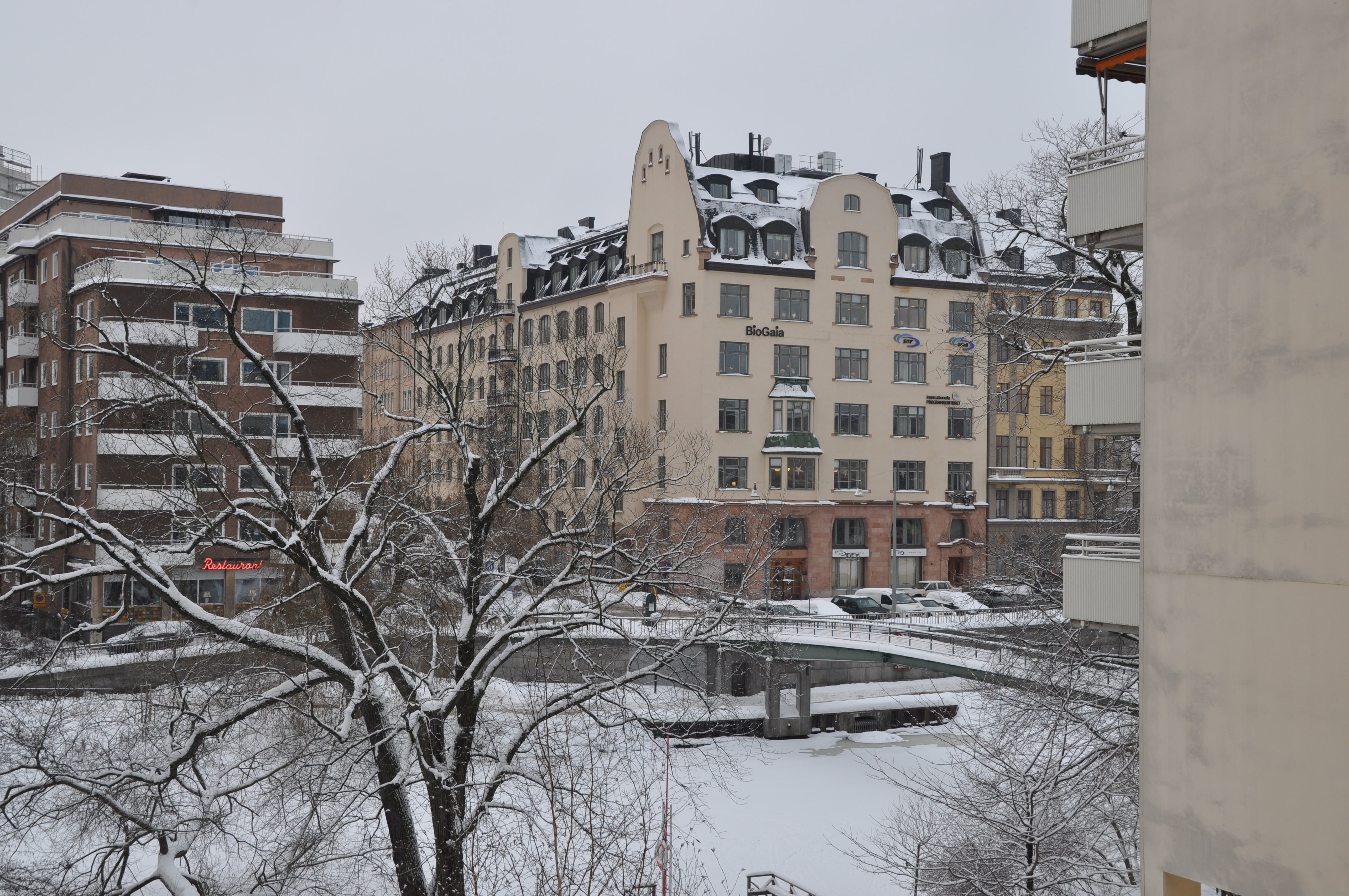
Förlagshuset vid Kungsbroplan 3

Hasse Werner Tullberg, född den 9 november 1844 i Stora Slågarp i dåvarande Malmöhus län, död den 23 september 1929 i Lund, var en svensk bokförläggare och filmproducent.

## Biografi
Hasse W. Tullberg var son till prosten i Stora och Lilla Slågarp, docenten i österländska språk Hampus Tullberg och dennes hustru Ulla Stäck (syster till konstnären Joseph Magnus Stäck). Han var vidare kusin till August Hammarström.
Tullberg fick tidigt kontakter i bokbranschen genom att en moster till honom var gift med universitetsbokhandlaren C.W.K. Gleerup i Lund. Som 16-åring blev unge Tullberg bokhandelsbiträde i Malmö. 1866 flyttade han till en motsvarande anställning i Lund och kom vid denna tid att bli bekant med en samling yngre lundaakademiker, tillsammans med vilka han 1868 grundade Sällskapet CC. Tullberg upprätthöll sina kontakter med detta sällskap hela livet, och då det 1928 firade sitt 60-årsjubileum var han den ende såväl överlevande som närvarande av dess stiftare. Han gjorde också flera donationer till sällskapet. Senare blev han även medlem av Samfundet SHT.
1870 avflyttade han till Linköping sedan han blivit föreståndare för den där belägna P M Sahlströms bokhandel. Med undantag för ett år i Stockholm (1871) drev Tullberg denna bokhandel fram till 1882 då han i stället påbörjade en bana som förläggare, först i Linköping och senare (från 1888) i Stockholm. Han öppnade med tiden också eget boktryckeri.
Tullbergs bokproduktion utmärks i stor utsträckning av mycket påkostade och rikt illustrerade praktverk i vackra band, däribland åtskilliga porträttmatriklar. Bland de senare märks förlagets kanske mest kända produkt, flerbandsverket Svenskt porträttgalleri (26 band, 1895–1913), utgivet av Albin Hildebrand. Tullberg tryckte dock även blanketter (hans blankettförlag var enligt en dödsruna i Lunds Dagblad Sveriges största), vykort och tidskrifter, bland annat kulturtidskriften Teatern (1899–1904).
År 1905 omvandlade Tullberg sitt förlag till aktiebolag under namnet AB Hasse W. Tullberg och med sig själv som verkställande direktör. Vid Kungsbroplan 3 lät man resa ett modernt tryckeri- och förlagshus. Åren 1918–1919 hade han i mycket dragit sig tillbaka från den dagliga driften av företaget och ägnade sig i stället åt ett projekt betitlat "Svensk biografisk kalender", av vilket dock endast ett band realiserades.
På 1920-talet kom bolaget även att ge sig in i filmbranschen, och Tullberg kom därigenom att producera såväl spelfilm – till exempel En vikingafilm (1922), När millionerna rulla (1924) och Björn Mörk (1926) – som reklamfilm. Bland de sistnämnda produktionerna har en film för varuhuset PUB, Herrskapet Stockholm ute på inköp (1920), gått till historien då den innebar filmdebut för Greta Garbo, vilken då ännu arbetade som expedit på detta varuhus under namnet Greta Gustafsson. Vid visningen av denna film utbrast den åldrade Tullberg om Garbo att "hon är så vacker att det smärtar mitt hjärta att bara se henne."
Året före sin död bosatte sig Tullberg ånyo i Lund. Han var sedan 1874 gift med Emlie Widén. Parets dotter Anna gifte sig med ordbokschefen och professorn Pelle Holm – vilken i sinom tid blev stormästare i det av svärfadern grundade CC.
Hasse W. Tullberg avled i en hjärtattack 1929. Hans jordfästning ägde rum i Sankt Peters Klosters kyrka men han begravdes på Norra kyrkogården.

## Panorama över Stockholm från Katarinahissen
| År 1900 lät Hasse W. Tullberg trycka ett fotopanorama över Stockholm. Bilden består av fyra plåtar som är tagna från Katarinahissen. |  | År 1900 lät Hasse W. Tullberg trycka ett fotopanorama över Stockholm. Bilden består av fyra plåtar som är tagna från Katarinahissen. |
| År 1900 lät Hasse W. Tullberg trycka ett fotopanorama över Stockholm. Bilden består av fyra plåtar som är tagna från Katarinahissen. |  | |